# S Amazonas (S-16)
El S Amazonas (S-16) fue un submarino de la clase Balao que sirvió en la Marina de Brasil. Inicialmente, lo hizo en la Armada de los Estados Unidos como USS Greenfish (SS-351).

## Construcción y características
El buque fue construido entre 1944 y 1946 por la Electric Boat Co. en Groton, Connecticut. El Greenfish tenía 99,5 metros de eslora, 8,2 metros de manga y 5,2 metros de calado; y era propulsado por cuatro motores diésel de 6400 hp de potencia y dos eléctricos de 5400 hp. Su armamento se componía por diez tubos lanzatorpedos de calibre 533 mm.

## Servicio

### Estados Unidos
El USS Greenfish realizó su viaje inaugural de pruebas del 22 de julio al 13 de septiembre de 1946. Visitó Barranquilla (Colombia), la Zona del Canal de Panamá, Callao (Perú) y Saint Thomas (islas Vírgenes).
El 11 de febrero de 1947, protagonizó uno de los primeros trasbordos de personal de un portaviones —USS Franklin D. Roosevelt— a un submarino.

### Brasil
En 1973, Estados Unidos vendió los submarinos Greenfish y Trumpetfish a Brasil bajo el Programa de Asistencia Militar. La Marina de Brasil bautizó al primero de ellos como «Amazonas».
Fue retirado del servicio en 1992.